# Hans-Jürgen Walther
Hans-Jürgen Walther (Schwerin, 4 novembre 1919 – Plüderhausen, 7 novembre 2011) est un chef d'orchestre allemand.

## Biographie
Il apprend la direction d'orchestre entre 1945-1950 au conservatoire de Hambourg.
Hans-Jürgen Walther dirige l'Orchestre symphonique Pro Musica de Hambourg de 1950 à 1957. Il a enregistré avec Sondra Bianca des œuvres de Tchaïkovski, Grieg, Massenet et Gershwin.
Pendant sa carrière il a enregistré de la musique pop, sous divers pseudonymes : Karl Reuter, Walther Jurgens, Hans Walther, Karl Jergens, d'Artega. 

## Discographie
- Beethoven, Symphonies nos 5, 6 et 9
- Brahms, Concerto pour violon - Janine Andrade, violon (LP Vega 30 MT 10.121)
- Dvořák, Symphonie no 9 (1966, LP RCA Custom FW-315)
- Gershwin, Œuvres pour et avec orchestre (3LP MGM Records 3253)
- Mozart, Symphonie nos 40 et 41 « Jupiter » (1977, LP Summit SUM 1035)
- Respighi, Pins de Rome
- Rimski-Korsakov, Shéhérazade - (LP  Pickwick/Design Records DLP 94)
- Tchaïkovski, Grieg : Concertos pour piano - Sondra Bianca, piano ; Orchestre de la Radio de Hambourg (LP Parlophone PMC 1034 / Volaris "Grands Musiciens")[2]
- Tchaïkovski, Symphonie no 6 « Pathétique »